# Gustavo Campa
Gustavo Ernesto Campa (Ciudad de México; 8 de septiembre de 1863 - ídem, 29 de octubre de 1934), citado como Gustavo E. Campa, fue un compositor, profesor y crítico musical mexicano.
Hijo de Luis G. Campa (siglo XIX), grabador y fotógrafo mexicano, y de Sofía Best, Gustavo Campa estudió en el Conservatorio Nacional de Música, donde fue alumno de Julio Ituarte, Felipe Larios y Melesio Morales. Perteneció al Grupo de los seis, integrado por Felipe Villanueva, Ricardo Castro, Juan Hernández Acevedo, Carlos J. Meneses e Ignacio Quesada. Fundó el Instituto de Música Campa-Hernández Acevedo, que dirigió junto con Felipe Villanueva y Ricardo Castro. De 1907 a 1913 fue director, y en 1925, profesor de composición en el Conservatorio Nacional de Música.
Sus composiciones incluyen canciones al estilo de Mélodie y Lied, piezas para piano, la ópera El rey poeta (9 de diciembre de 1901), las piezas sinfónicas Melodía para violín, Berceuse, Lamento y Marcha antigua. También escribió artículos en revistas y reseñas de música que se agruparon en tres libros.